# Clytie ossea
Clytie ossea là một loài bướm đêm trong họ Erebidae.